# 国立病院機構米子医療センター附属看護学校

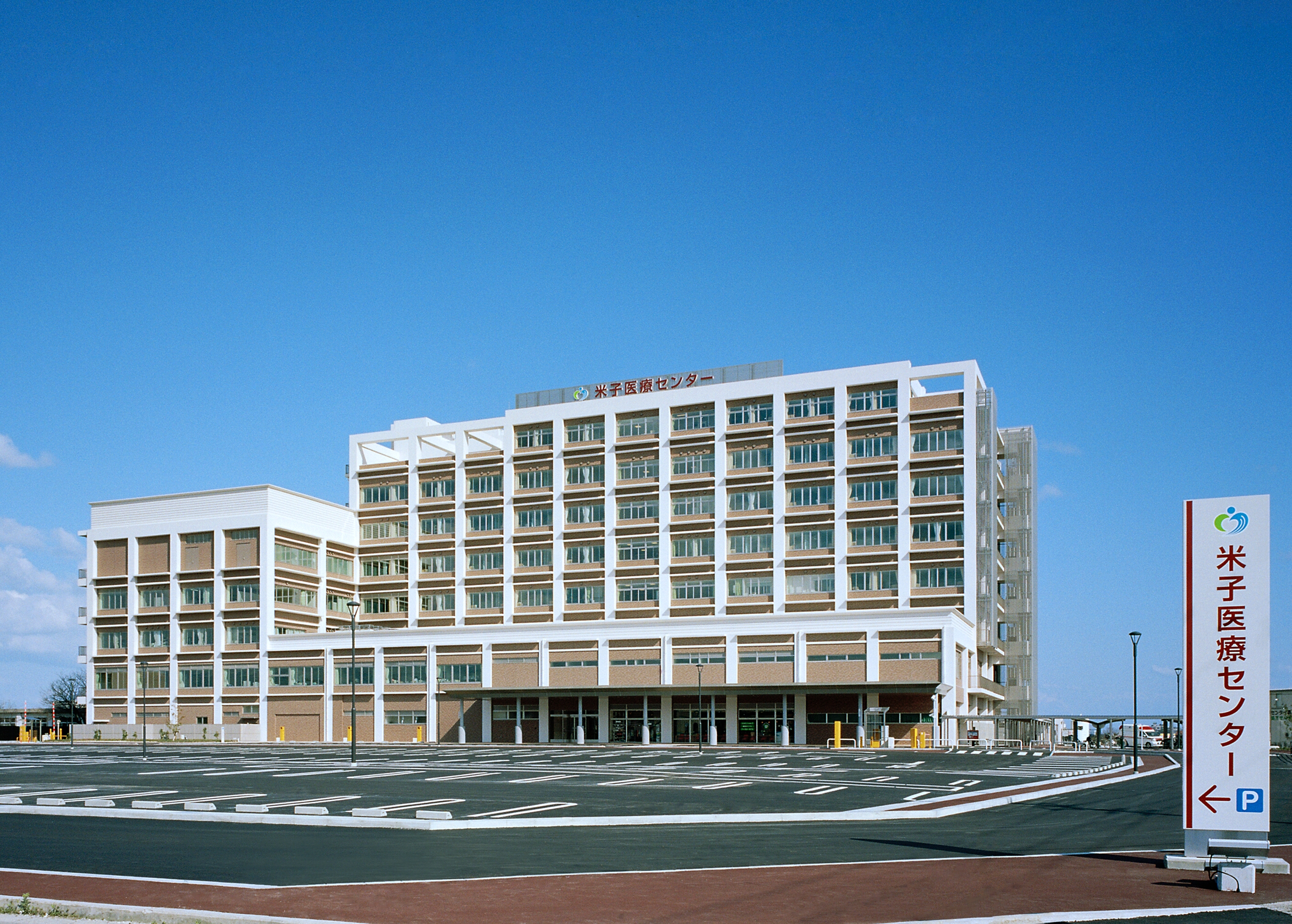
米子医療センター

国立病院機構米子医療センター附属看護学校（こくりつびょういんきこうよなごいりょうセンターふぞくかんごがっこう）は、独立行政法人国立病院機構が運営する鳥取県米子市にある専修学校。国立病院機構米子医療センターに隣接する。2024年4月入学生を最後に学生募集を停止、2026年度末を以って閉校予定。

## 沿革
- 1954年（昭和29年） - 国立米子療養所附属准看護学院（2年課程）として開校[4]。
- 1967年（昭和42年） - 国立米子病院附属高等看護学院に名称変更、3年課程に課程変更[4]。
- 1975年（昭和50年） - 国立米子病院附属看護学校に名称変更[4]。
- 1976年（昭和51年） - 専修学校化[4]。
- 2004年（平成16年） - 独立行政法人国立病院機構米子医療センター附属看護学校に移行[4]。
- 2011年（平成23年） - 1学年定員を40人へ10名増員[4]。
- 2027年（令和09年） - 2026年度末を以って閉校予定[注釈 1][1][2][3]。

## 卒業後の資格
- 専門士（看護専門課程）の称号[5]
- 看護師 国家試験受験資格[6]
- 保健師・助産師・養護教諭養成学校受験資格[6]
- 四年制大学編入学受験資格[6]

## 交通アクセス
- JR山陰本線・JR境線「米子駅」から日本交通バス乗車、「米子医療センター」停留所下車（病院玄関前)[7]